# توباب

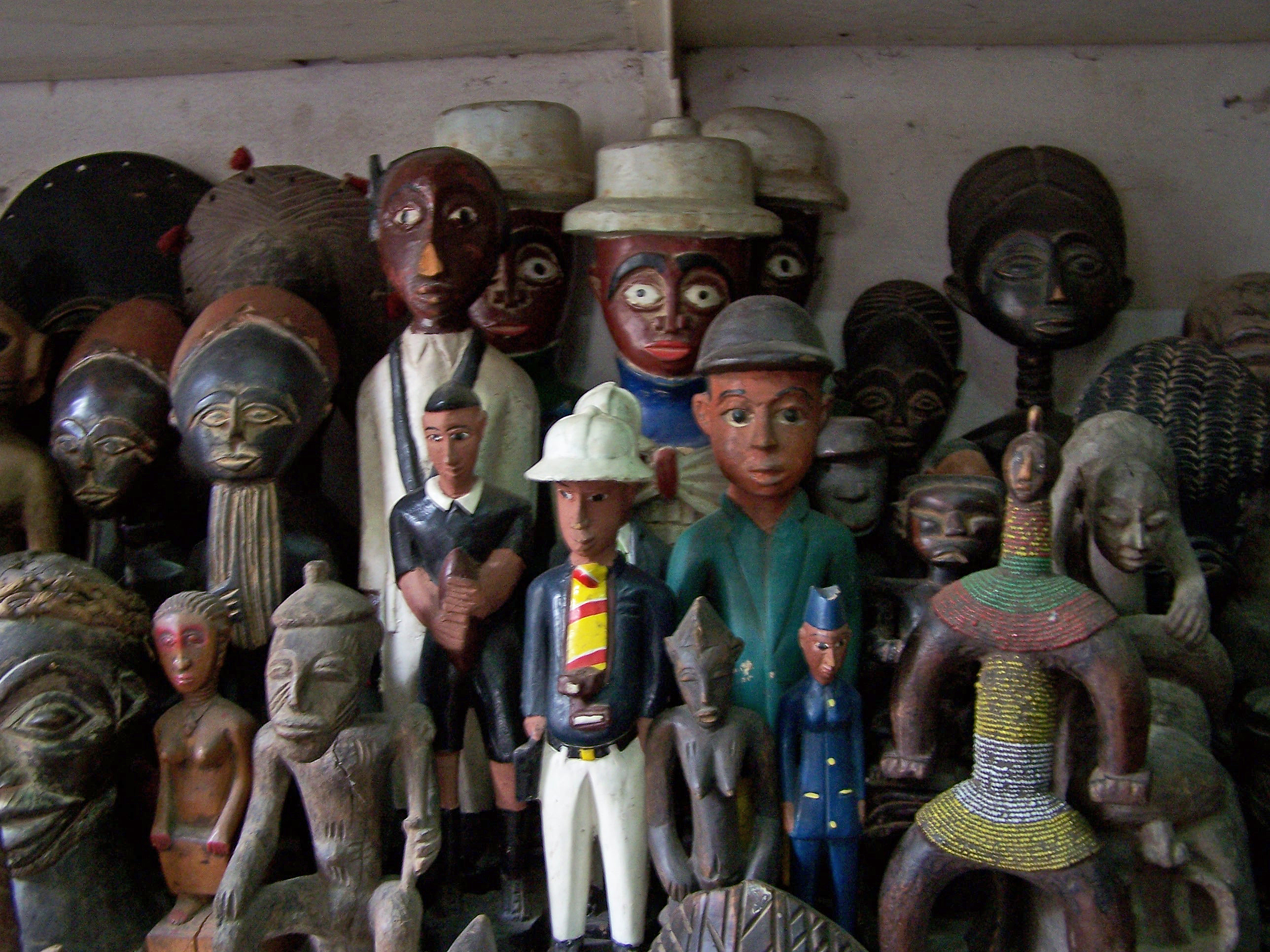

توباب (بالفرنسية: Toubab)‏ هو مصطلح يستخدم في غرب إفريقيا، خاصة في غينيا ومالي والسنغال وغامبيا وموريتانيا وساحل العاج،  لوصف أي شخص ذو بشرة بيضاء، باستثناء العرب البربر، بغض النظر عن جنسيتهم. لذلك فهو يشير عمومًا إلى الأوروبيين.
يمكن أن يُشير أيضًا إلى الأجانب بشكل عام أو الأفارقة الذين تبنوا أسلوب الحياة الغربي، أو حتى في حالات مُحدّدة، مثل سكان مدينة سانت لويس من وجهة نظر ساكنة المناطق الداخلية للسنغال.